# Hliněný výrobek

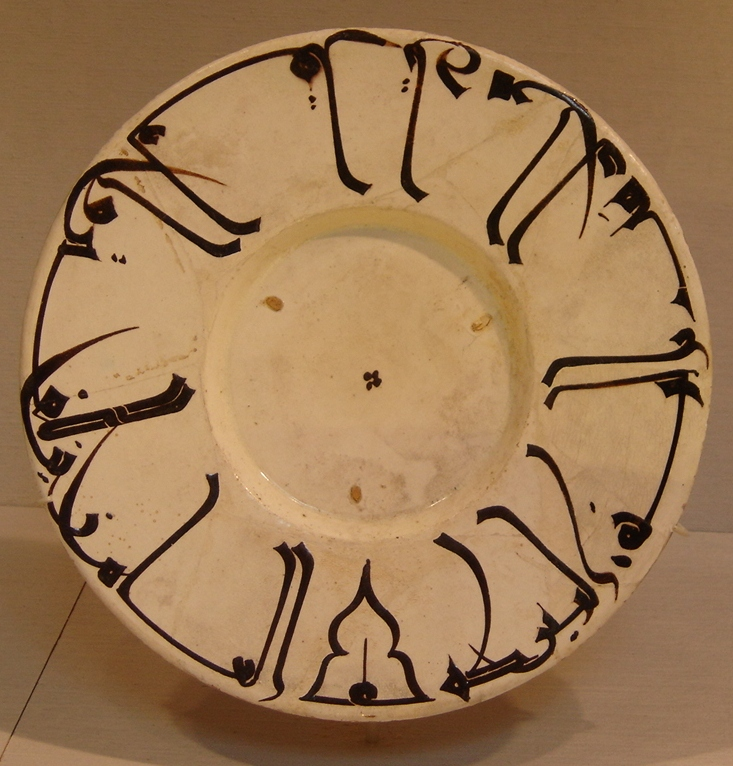
Malovaný, rytý a glazovaný hliněný výrobek datovaný do 10. století, Írán. Metropolitní muzeum umění v New Yorku

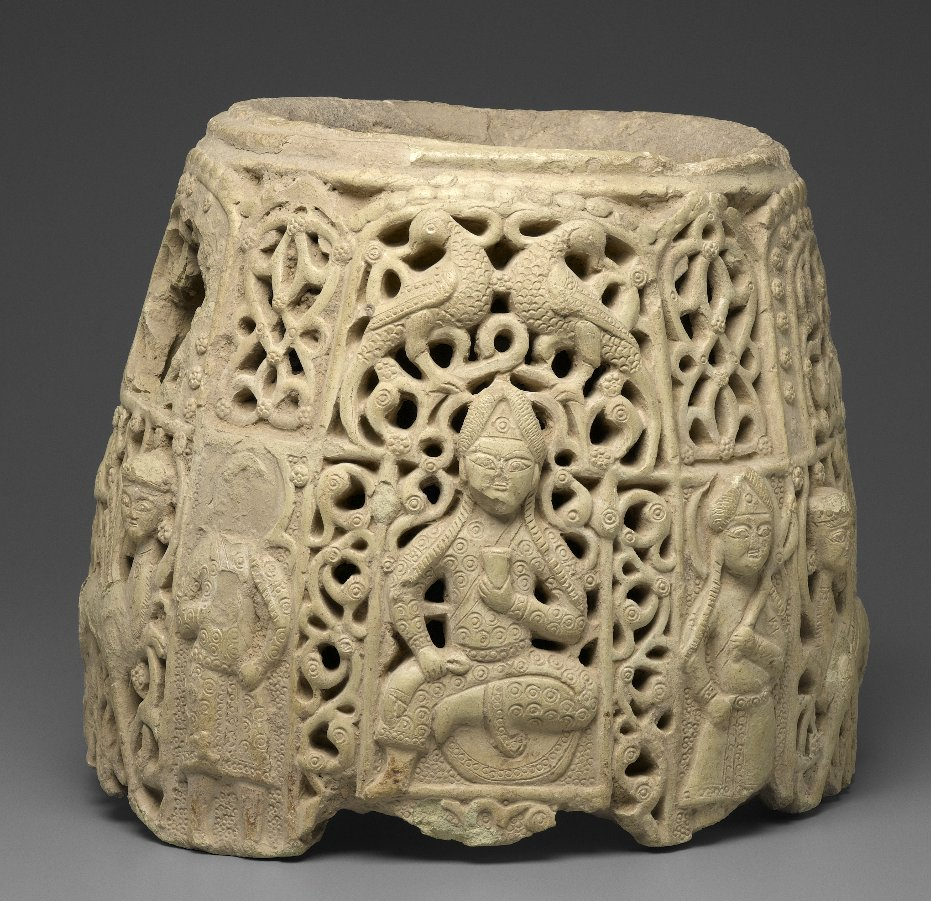
Vrchní část džbánu na vodu, hliněný výrobek, přelom 12. a 13. století. Brooklynské muzeum

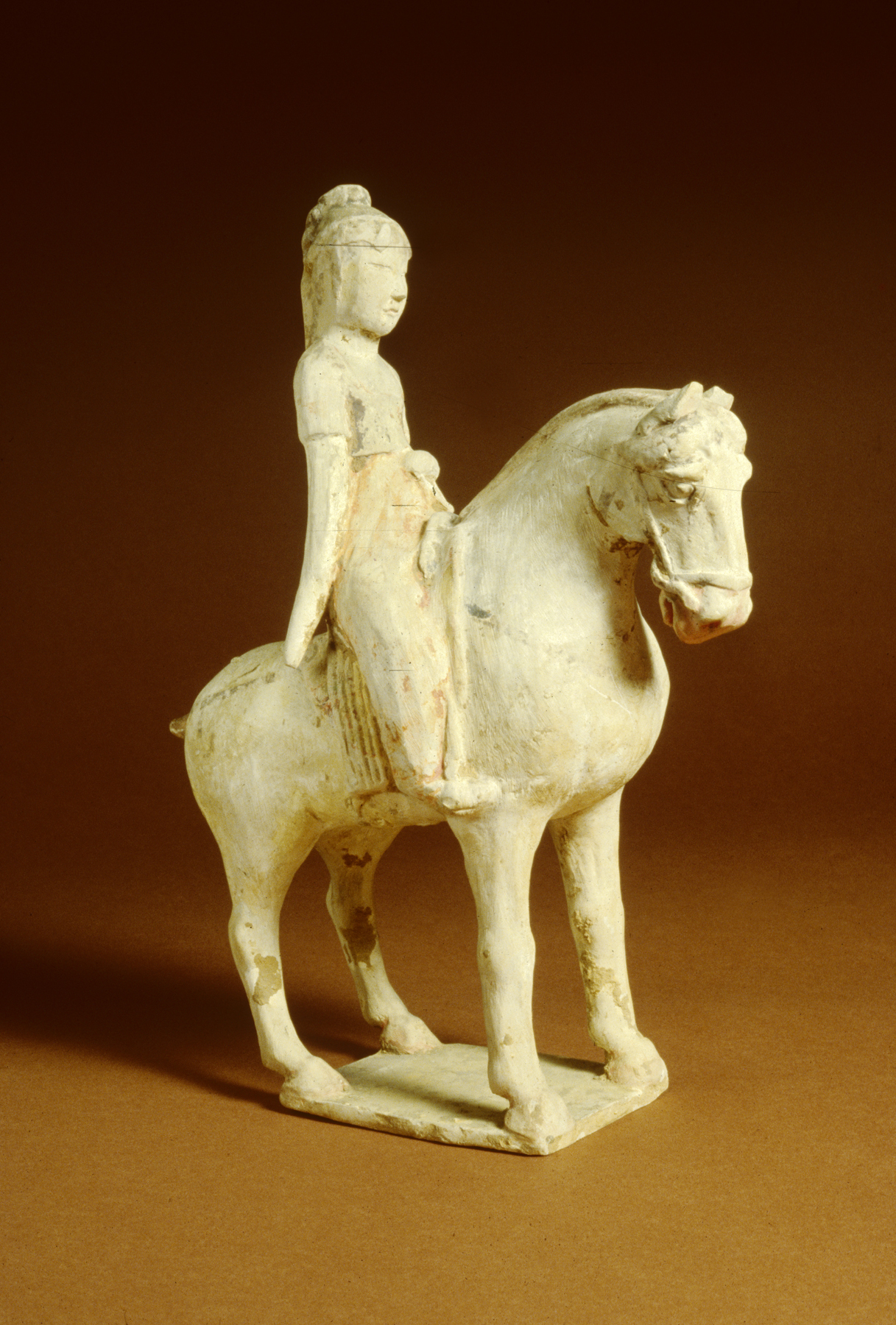
Pohřební čínská hliněná soška, Walters Art Museum

Hliněný výrobek nebo hliněné zboží je souhrnný název výrobků z hrnčířské hlíny, které se vypalují při poměrně nízkých teplotách. Sintrováním v hrnčířské peci při teplotě kolem 850 °C vznikne tvrdý a trvanlivý střep, který však zůstává porézní, takže voda jím může prosakovat. Proto se hliněné výrobky často opatřují polevou a podruhé vypalují při vyšší teplotě (nad 1050 °C). vitrifikací polevy vznikne nepropustná sklovitá glazura, která vodu nepropouští.
Hrnčířství a výroba hliněné keramiky patří mezi historicky velmi staré techniky, nejstarší zachované hliněné výrobky jsou až 10 tisíc let staré.
Mezi nejběžnější hliněné výrobky patří hliněné nádoby, cihly, střešní tašky, keramická potrubí nebo umělecké plastiky.